# Иван Домусчиев
Иван Панчев Домусчиев е български лекар ендокринолог.

## Биография
Роден е на 2 април 1961 г. в Панагюрище. Завършва Немската езикова гимназия „Бертолт Брехт“ в Пазарджик с пълно отличие и медал. През 1986 г. завършва Медицинския университет в Пловдив с пълно отличие като промотор на випуска си (специалност медицина). През 1991 г. защитава дисертационен труд с присъждане на научна степен „доктор по медицина“ в областта на диабетологията.
Има две придобити специалности като лекар:
1. Вътрешни болести и
2. Ендокринология и болести на обмяната.

Дълги години е асистент (преподавател) по вътрешни болести и ендокринология на студенти по медицина и кинезитерапия, както и води и клинични упражнения на лица от следдипломна квалификация. Работил е като асистент (преподавател) в клиниката по ендокринология на Медицинския университет в Пловдив, клиниката по ендокринология на Медицински институт-ЦКБ в гр. София, Национална спортна академия в София (водил е клинични упражнения по специалността „вътрешни болести в кинезитерапията“ и следдипломна квалификация като хоноруван асистент).
Има 82 научни публикации, от които 8 научни монографии, един практически наръчник за диабетно болните, множество участия на научни симпозиуми и конгреси. Научните му публикации са в областта на ендокринологията, диабетологията, кардиологията и др. области на вътрешната медицина, невровегетологията, фитотерапията, антиейджинг медицината и др. Има собствени научни проучвания в областта на вариабилността на сърдечния ритъм при различни заболявания.
Специализирал е в областта на ендокринологията и диабетологията в Русия (Москва - акад. проф. д-р И. И. Дедов), Германия и Австрия (Виена - при известния ендокринолог проф. Майкъл Родън). Специализирал е иридология при проф. Ферлхофер (Москва) и безконтактен масаж при Джуна (Москва). Специализирал е и здравен мениджмънт. Изкарал е курс „Въвеждане в добрата клинична практика“ (лектор Sue Fitzpatrick от Institute of Clinical Research, Лондон).

## Членства
Член е на Българското дружество по ендокринология, Българската диабетологична асоциация, Немското диабетологично дружество, Австрийското диабетологично дружество и Европейската асоциация по Антиейджинг-медицина (ЕSAAM).
Член е на редакторския борд на 2 научни рецензирани спсания:
1. Journal "Diabetes, Metabolic Diseases & Control" (JDMDC) и
2. Journal Global Hormonal Health (GHH).